# Olov Franzén
Olov Franzén, född 22 januari 1946 i Umeå, är en svensk tonsättare och cellist.

## Biografi
Åren 1966–1973 studerade Olov Franzén vid Kungliga Musikhögskolan i Stockholm, med musikdirektörsexamen 1970, samt studier i cello för professor Gunnar Norrby och komposition för professor Ingvar Lidholm. Hans verklista omfattar många olika slags ensembler, vokala och instrumentala, alltifrån solostycken till verk för stor orkester och kör och även verk med elektroakustiska inslag. Han är mycket berörd av vår tids stora problem i världen, med dess ökande miljöförstöring, våld och krig, och vill motverka detta genom att på alla sätt uppliva livets andliga värden. Musiken har en mycket betydelsefull roll i detta.
Olov Franzén är även verksam som musiker: cellist i bland andra Norrköpings symfoniorkester 1971–1972, Harpans Kraft 1971–1977, ensemblen HND 1978–1984 samt Sundsvalls kammarorkester 1983–1990.
Olov Franzén är sedan 1977 gift med Ingeborg Axner Franzén, flöjtist, sångerska och flöjtpedagog. Som turnerande musiker uppträder de tillsammans under namnet Duo Franzén, och med gitarristen Jan-Åke Jönsson bildar de Trio Concordia. Under 1983–1992 undervisade Franzén i komposition vid Kapellsbergs Musikskola i Härnösand.

## Verk i urval
- 2012 – Monolit - piano, solo
- 2010 – Vintergata - recit, flöjt, gitarr, cello (Kjell Espmark)
- 2009 – Organic Music No 5 - 2 violin, solo, orkester
- 2007 – Lamento di Terra - orkester
- 2002 – Organic Music No 4 - stråksextett
- 2001 – In Fondo - mezzosopran, flöjt, cello (Ingeborg Axner-Franzén)
- 2000 – La Terza Via - cello, solo
- 1996 – String Quartet
- 1993 – The Unseen Present - recit, cello (Tomas Tranströmer)
- 1988 – Death and Entrances - blandad kör (John Gracen Brown)
- 1986 – Der vater gebirt sînen sun - mezzosopran, flöjt, cello (Mäster Eckehart)
- 1983 – Här - sopran, harpa (Lars Lundkvist)
- 1983 – The Vacuum State - orkester
- 1979 – Makri - fyrhändigt piano
- 1978 – Caleb, en molnens broder - hörspel (Barbro Lindgren)
- 1973 – Beyond - 32 blåsare
- 1972 – Saiva - orkester